# Wirtschaft Kasachstans
Die Wirtschaft Kasachstans ist gemessen am Bruttoinlandsprodukt die größte Volkswirtschaft Zentralasiens und weltweit an 53. Stelle und Mitglied der Eurasischen Wirtschaftsunion. Während die Wirtschaft in den Jahren nach der Unabhängigkeit von der Sowjetunion einen starken Einbruch erlitt, gibt es seit der Jahrtausendwende einen klaren Aufwärtstrend zu verzeichnen. Zu den wichtigsten Einnahmequellen gehören der Bergbau und die Förderung von Erdöl und Erdgas.

## Wirtschaftsdaten

### Bruttoinlandsprodukt
Rund die Hälfte des kasachischen Bruttoinlandsprodukts (BIP) wird im Dienstleistungssektor erwirtschaftet, dessen Anteil am gesamten BIP im Jahr 2013 bei 52,6 Prozent betrug. Der zweitgrößte Sektor ist die Industrie, deren Anteil rückläufig ist und nur noch 29,6 Prozent zur Wirtschaftsleistung beiträgt. Die Bauwirtschaft ist für 5,9 Prozent des Bruttoinlandsprodukts und die Landwirtschaft für 4,5 Prozent verantwortlich. Die restlichen 7,4 Prozent werden durch sonstige wirtschaftliche Leistungen erwirtschaftet. Die Wirtschaftsleistung Kasachstans überschritt 2012 zum ersten Mal die Marke von 200 Milliarden US-Dollar und erreichte 2013 mit rund 220,3 Milliarden US-Dollar einen neuen Höchststand. Auch das BIP pro Kopf ist in den letzten Jahren kontinuierlich gestiegen. Lag es 2008 bei 8.457 US-Dollar, betrug es im Jahr 2013 bereits 12.843 US-Dollar.

BIP nach Kaufkraftparität von Kasachstan.

BIP pro Kopf in Kaufkraftparität für Russland, Kasachstan, Belarus, Aserbaidschan und die Ukraine.

| Jahr                              | 2008  | 2009  | 2010  | 2011  | 2012  | 2013  |
| BIP (nominal) [Mrd. $]            | 133,4 | 135,3 | 148,0 | 188,0 | 203,5 | 220,3 |
| Änderung gegenüber Vorjahr [%]    | ▲ 3,3 | ▲ 1,2 | ▲ 7,3 | ▲ 7,5 | ▲ 5,0 | ▲ 6,0 |
| Daten: Kasachstan in Zahlen (PDF) |       |       |       |       |       |       |

### Arbeitslosigkeit
| Jahr                              | 2003 | 2004 | 2005 | 2006 | 2007 | 2008 | 2009 | 2010 | 2011 | 2012 | 2013 |
| Arbeitslosenquote [%]             | 8,8  | 8,4  | 8,1  | 7,8  | 7,3  | 6,6  | 6,6  | 5,8  | 5,4  | 5,3  | 5,2  |
| Daten: Kasachstan in Zahlen (PDF) |      |      |      |      |      |      |      |      |      |      |      |

### Wirtschaftspolitik
Kasachstan ist Mitglied der Eurasischen Wirtschaftsunion, die offiziell zum 1. Januar 2015 gegründet wurde. Bereits 2011 gründeten Kasachstan, Russland und Belarus eine gemeinsame Zollunion, der Vorgänger der Eurasischen Wirtschaftsunion. Kasachstan ist außerdem Mitglied der Organisation für wirtschaftliche Zusammenarbeit und verhandelt derzeit über eine Mitgliedschaft bei der Welthandelsorganisation.
Im Dezember 2012 stellte Nursultan Nasarbajew die Strategie „Kasachstan 2050“ vor, in der langfristige Vorgaben für die Entwicklung des Landes formuliert werden. Ziel der Strategie ist der Aufstieg Kasachstans in die Gruppe der 30 am meisten entwickelten Staaten der Welt. Neben einer geringen Neuverschuldung und einer Neuausrichtung der Energieversorgung ist insbesondere die Modernisierung und Diversifizierung der Wirtschaft ein wichtiges Ziel der neuen Wirtschafts- und Finanzpolitik, um die Abhängigkeit des Landes vom Abbau von Rohstoffen zu verringern. Von besonderer Bedeutung sind der Ausbau der verarbeitenden Industrie, der Landwirtschaft und des Transportwesens sowie die Umstrukturierung des Energiesektors. Besonders die Förderung kleiner und mittelständischer Unternehmen sowie strukturschwacher Regionen steht im Vordergrund.
Am 9. Oktober 2014 unterzeichneten Kasachstan und die Europäische Union ein erweitertes Partnerschafts- und Kooperationsabkommen, das zu politischen, rechtsstaatlichen und wirtschaftlichen Reformen sowie zur Modernisierung und zum Wohlstand des Landes beitragen soll. In dem Abkommen werden unter anderem die Zusammenarbeit in den Bereichen Außen- und Sicherheitspolitik, Handel und Wirtschaft, nachhaltige wirtschaftliche Entwicklung, Gesetzgebung und Rechtsstaatlichkeit sowie Finanzen, Wissenschaft und Technik geregelt. Auch die Zusammenarbeit im Energiesektor mit Kasachstan soll dadurch ausgebaut werden.
Im Dezember 2015 trat Kasachstan als 162. Mitglied der Welthandelsorganisation (WTO) bei. Die Beitrittsverhandlungen dauerten fast 20 Jahre an und werden als die schwierigsten überhaupt bezeichnet. In besonderem Maße haben dazu die Verhandlungen um die Zolltarife mit den Mitgliedstaaten der Eurasischen Wirtschaftsunion (EAWU) beigetragen. Nun soll durch das geschlossene Abkommen der Importzoll des Landes binnen 5 Jahren auf 6,1 %, für Agrargüter auf 7,6 gesenkt werden. Aus Sicht des kasachischen Präsidenten Nursultan Nasarbajew ermöglichen sich durch die Mitgliedschaft weitere Möglichkeiten für das Wachstum der kasachischen Wirtschaft. Laut ihm verlaufe bereits circa 90 % des Handels mit WTO-Staaten.
Bei dem Weltwirtschaftsforum 2016 in Davos warb der kasachische Ministerpräsident Kärim Mässimow verstärkt um Investoren. Er betonte die investorfreundlichen Reformen des Wirtschaftssystems und meinte, dass der niedrige Ölpreis eine ideale Voraussetzung für die Umsetzung solcher Reformen bilde. Zudem wolle Kasachstan beim nächsten Weltwirtschaftsforum in einer verbesserten Ausgangssituation dastehen.

## Wirtschaftssektoren

### Primärer Sektor – Landwirtschaft

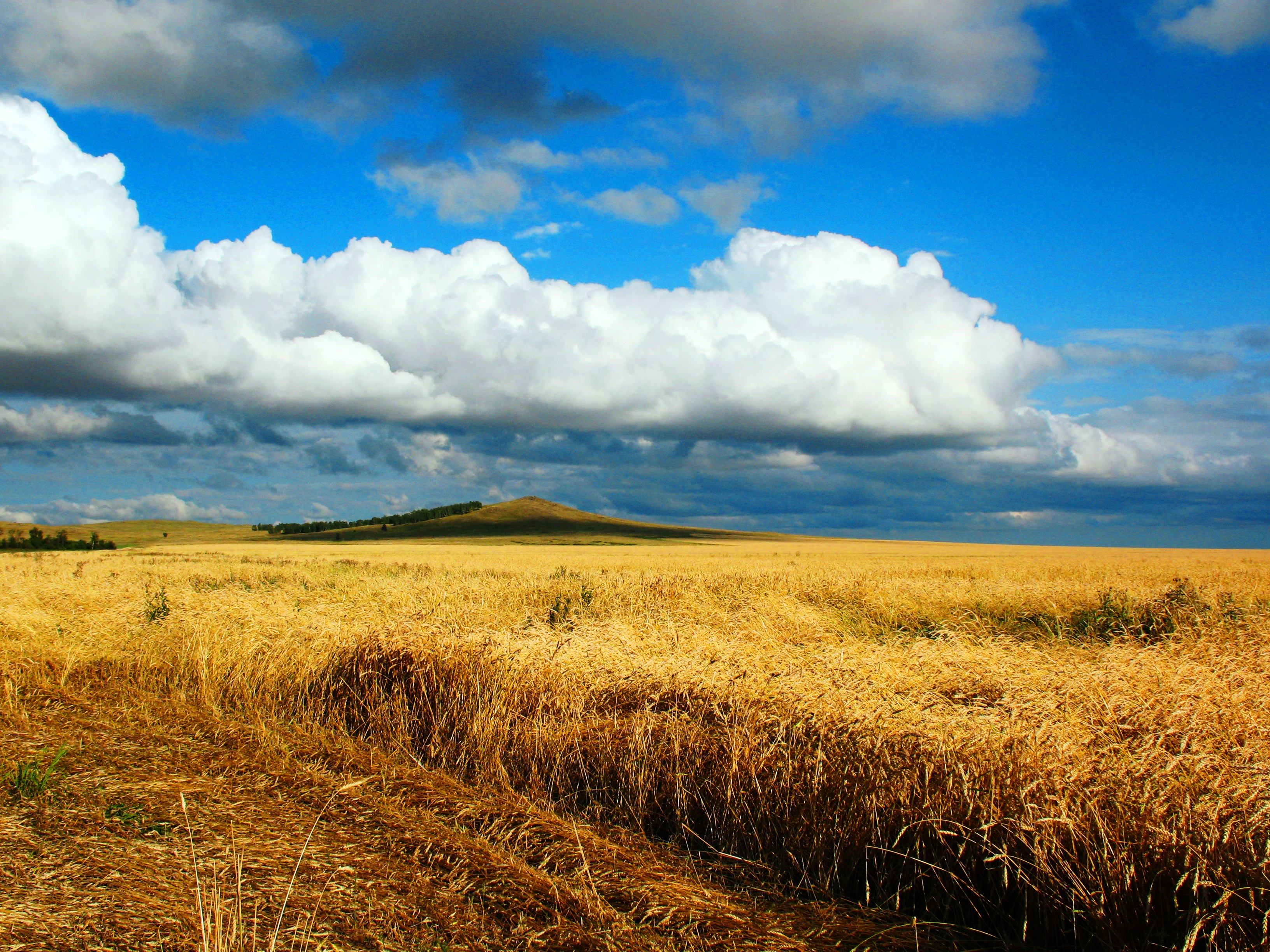
Weizenfelder nahe Kökschetau

Landwirtschaft ist nach wie vor ein wichtiger Wirtschaftszweig, in dem beinahe ein Fünftel der arbeitenden Bevölkerung beschäftigt sind. Fast Dreiviertel der Landesfläche sind für die landwirtschaftliche Nutzung geeignet. Bis in die Mitte des 18. Jahrhunderts war Landwirtschaft auf dem Gebiet des heutigen Kasachstan traditionell ländlich und nomadisch geprägt. Mit steigenden russischen Einfluss kamen zunehmend Slawen nach Zentralasien, die sesshafte Landwirtschaft betrieben. Eine entscheidende Veränderung brachte 1953 der Beschluss der sowjetischen Führung mit der Einführung der Virgin Lands Campaign, die unter anderem im Norden Kasachstans die landwirtschaftliche Kultivierung von rund 25 Millionen Hektar vorsah und Kasachstan zu einem bedeutenden Produzenten von Weizen und Gerste machte.
Kasachstan ist einer der größten Exporteure von Weizen und Mehl. Wegen günstiger klimatischer Bedingungen konnte Kasachstan 2011 mit 22,7 Millionen Tonnen eine Rekordernte an Weizen einfahren und den Export in die GUS-Staaten, den Nahen Osten, Nordafrika und die Europäische Union steigern. 2013 lag die Produktion, die sich zum größten Teil auf die Gebiete Aqmola, Nordkasachstan und Qostanai konzentriert, bei 13,9 Millionen Tonnen. In Türkistan wird zudem Baumwolle angepflanzt, deren Produktion 2012 bei rund 131.000 Tonnen lag und somit weitaus geringer ist als die Baumwollproduktion im Nachbarland Usbekistan.

### Sekundärer Sektor – Bergbau und Industrie

#### Bergbau und Rohstoffe
Die Förderung von Erdöl ist die wichtigste Einnahmequelle des Staates, der über die staatliche Erdölgesellschaft KazMunayGas die Kontrolle über den Sektor ausübt. Die Förderung von Erdöl hat sich seit dem Jahr 2000 mehr als verdoppelt und erreichte 2013 das bisherige nationale Ölfördermaximum mit einer Gesamtfördermenge von 81,8 Millionen Tonnen, womit Kasachstan zu den 20 größten Erdölproduzenten weltweit gehört. Rund 70 Prozent der Erdölreserven befinden sich im Westen Kasachstans – in den Provinzen Aqtöbe, Atyrau, Mangghystau, Qaraghandy, Qysylorda und Westkasachstan – hauptsächlich an den Küsten des Kaspischen Meeres. Zu den größten der rund 150 aktiven Erdölfeldern gehören Karatschaganak und Tengiz, an denen zusammen rund 40 Prozent des kasachischen Erdöls gefördert werden. Das Feld Kaschagan, das erst im Jahr 2000 entdeckt wurde, zählt zu den größten Neuentdeckungen der letzten Jahrzehnte. Es ist das größte Erdölvorkommen außerhalb des Nahen Ostens und gemessen an den Reserven das fünftgrößte Feld der Erde. Die Entwicklung von Kaschagan, die bislang Kosten in Höhe von rund 43 Mrd. US-Dollar verursachte, wird durch ein internationales Konsortium vorangetrieben. Der Förderbeginn wurde bereits mehrfach verschoben und wurde für das Jahr 2016 angesetzt.
| Jahr                                    | 2000 | 2007 | 2008 | 2009 | 2010 | 2011 | 2012 | 2013 | 2014 |
| Erdöl [Mio. t]                          | 35,3 | 67,1 | 70,7 | 76,5 | 79,7 | 80,1 | 79,2 | 81,8 | 80,8 |
| Erdgas [Mrd. m3]                        | 11,5 | 29,6 | 32,9 | 35,9 | 37,4 | 39,5 | 40,3 | 42,4 | 43,4 |
| Daten: Kasachstan in Zahlen, S.16 (PDF) |      |      |      |      |      |      |      |      |      |

Erdöl- und Erdgasvorkommen in Russland und Zentralasien

Kasachstan verfügt über zwölf Prozent der weltweiten Uranreserven und ist seit 2009 der größte Uranproduzent der Welt. Mit einer Fördermenge von 22.451 Tonnen betrug Kasachstans Anteil an der Weltproduktion im Jahr 2013 rund 38 Prozent. Das staatliche Unternehmen Kazatomprom ist zugleich das weltweit größte uranfördernde Unternehmen und betreibt alle 17 Minen in Kasachstan, zwölf davon als Joint Venture mit internationalen Partnern. Im Zuge der Urangewinnung wurden in Kasachstan auch Feueropale gefunden.
Bedeutende Kupfervorkommen finden sich vor allem im Norden und Osten des Landes. Die führenden Unternehmen im Kupferbergbau sind KAZ Minerals mit einer jährlichen Produktion von rund 300.000 Tonnen Kupfer, Kazzinc mit einer Fördermenge von 51.200 Tonnen, Aktyubinsk Copper Co. mit einer Kupferproduktion von 53.700 Tonnen und Polymetal mit 6.000 Tonnen. Mit einer Fördermenge von 493.000 Tonnen Kupfer im Jahr 2013 belegt das Land Rang zwölf der weltweiten Förderung. Als Nebenprodukt der Kupferförderung wird häufig Gold gewonnen. Es gibt zahlreiche Goldlagerstätten, von denen rund die Hälfte bereits in Betrieb oder in der Entwicklung sind. Mit einer Fördermenge von rund 36,6 Tonnen (2011), geschätzten Reserven von 2.200 Tonnen und Ressourcen von knapp 9.200 Tonnen gehört das Land zu den 20 größten Förderländern von Gold. Die beiden Hauptförderunternehmen sind Kazzinc, das Gold als Nebenprodukt aus den Blei- und Zinkminen gewinnt, und das Bergbauunternehmen KAZ Minerals (vormals Kazakhmys), das Gold ebenfalls nur als Nebenprodukt der Kupferproduktion gewinnt.
Kasachstan ist nach Südafrika der wichtigste Produzent von Chromit. Unter den beiden kasachischen Produzenten von Chromit ist Kazchrome, ein Tochterunternehmen von Eurasian Natural Resources, mit seinem Werk in Aqtöbe das mit Abstand führende Unternehmen. ENCR nutzt den Rohstoff selbst zur Herstellung von Ferrochrom und exportiert diesen zum größten Teil nach China. Mit einer jährlichen Fördermenge von 4.000 Tonnen Chromit ist Kasachstan das zweitgrößte Förderland und mit geschätzten Reserven von 230.000 Tonnen verfügt das Land über die weltweit größten Chromitreserven.
Kasachstan hat in den letzten Jahren die Kohleförderung ausgebaut, um die stetig steigende Nachfrage zu sättigen. Mit einer jährlichen Produktion von mehr als 120 Millionen Tonnen, von denen der überwiegende Teil für den inländischen Verbrauch bestimmt ist, ist Kasachstan weltweit an achter Stelle. In den 16 großen Kohlelagerstätten lagern rund vier Prozent der weltweiten Kohlereserven. Der meiste Teil der geschätzten Reserven an Steinkohle liegt in den Qaraghandy-, Ekibastus- und Tengiz-Korzhankolskogo-Becken im Zentrum des Landes, der Braunkohleanteil ist relativ gering. Die Wirtschaft Kasachstans ist extrem abhängig von Kohle – so werden 76 Prozent der Elektrizität durch Kohle erzeugt. Der Abbau von Eisenerz wurde in den letzten Jahren intensiviert. Wurde im Jahr 2000 eine Menge von nur 16 Millionen Tonnen gefördert, betrug die Menge an gefördertem Eisenerz im Jahr 2010 bereits mehr als 50 Millionen Tonnen, von dem ein großer Teil ins benachbarte Russland exportiert wird. Die heimische Stahlindustrie ist Hauptabnehmer sowohl des Erzes als auch von Kohle, die die Hauptressourcen der Stahlerzeugung darstellen.
Ein weiterer Rohstoff, der in Kasachstan abgebaut wird, ist Bauxit, das zur Herstellung von Aluminium verwendet wird. Aluminium Kasachstan ist der größte Produzent von Aluminium, das zusammen mit dem Bauxit hauptsächlich nach Russland und China exportiert wird. Des Weiteren finden sich große Vorkommen von Asbest, Blei, Bismut, Mangan, Silber sowie Titan und Wolfram.

#### Energiewirtschaft

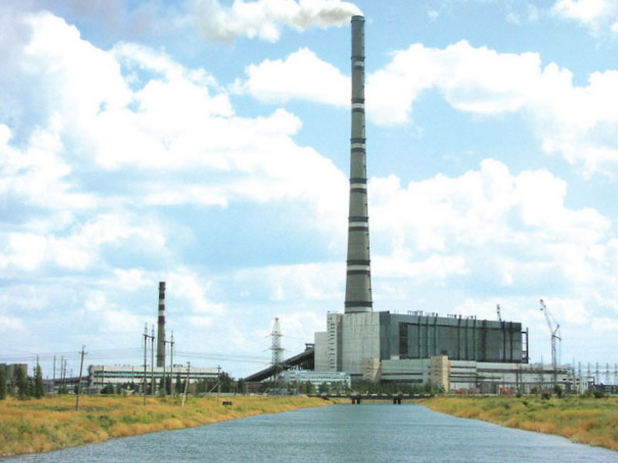
Das Kraftwerk Ekibastus ist das größte Kraftwerk des Landes

Im Jahr 2013 betrug die Stromerzeugung 92,6 TWh und hat somit in den letzten zehn Jahren um 45 Prozent zugenommen. Der Hauptteil der Elektrizität wird durch fossile Brennstoffe erzeugt (89 Prozent), weitere zehn Prozent werden durch Wasserkraft gewonnen und ein Prozent des Stroms werden durch erneuerbare Energien produziert. Davon wurden 75 Prozent von der Industrie und der Landwirtschaft verbraucht, gefolgt von Privathaushalten mit 11 Prozent und dem Transportwesen mit einem Verbrauch von zwei Prozent.
| Jahr                  | 2007 | 2008 | 2009 | 2010 | 2011 | 2012 | 2013 |
| Stromproduktion [TWh] | 76,6 | 80,3 | 78,7 | 82,6 | 86,6 | 90,6 | 92,6 |
| Daten (Excel-Datei)   |      |      |      |      |      |      |      |

Der größte Teil der fossilen Energie wird in Kohlekraftwerken gewonnen, von denen das Kraftwerk Ekibastus im Osten des Landes das Größte ist. Es liegt im Gebiet Pawlodar, das allein rund 44 Prozent der gesamten Stromerzeugung Kasachstans produziert. Des Weiteren gibt es entlang des Irtysch einige Wasserkraftwerke, so etwa an der Öskemen-Talsperre, der Schülbi-Talsperre und am Buchtarma-Stausee. Nachdem das Kernkraftwerk Aqtau im April 1999 stillgelegt wurde, gab es seitens der kasachischen Regierung schon seit einiger Zeit die Absicht zum Bau neuer Reaktoren. Im Mai 2014 vereinbarte Kazatomprom mit Rosatom eine Vereinbarung über den Bau eines Kernkraftwerks mit WWER-Reaktoren in der Nähe von Kurtschatow in Ostkasachstan.
Die Stromerzeugung ist zum größten Teil privatisiert und regionale Energieunternehmen übernehmen die Übertragung, die Verteilung und Versorgung mit Elektrizität auf regionaler Ebene. Die staatliche Kazakhstan Electricity Grid Operating Company (KEGOC) ist zuständig für die Übertragung auf interregionaler und internationaler Ebene und kontrolliert das kasachische Stromnetz.

#### Industrie

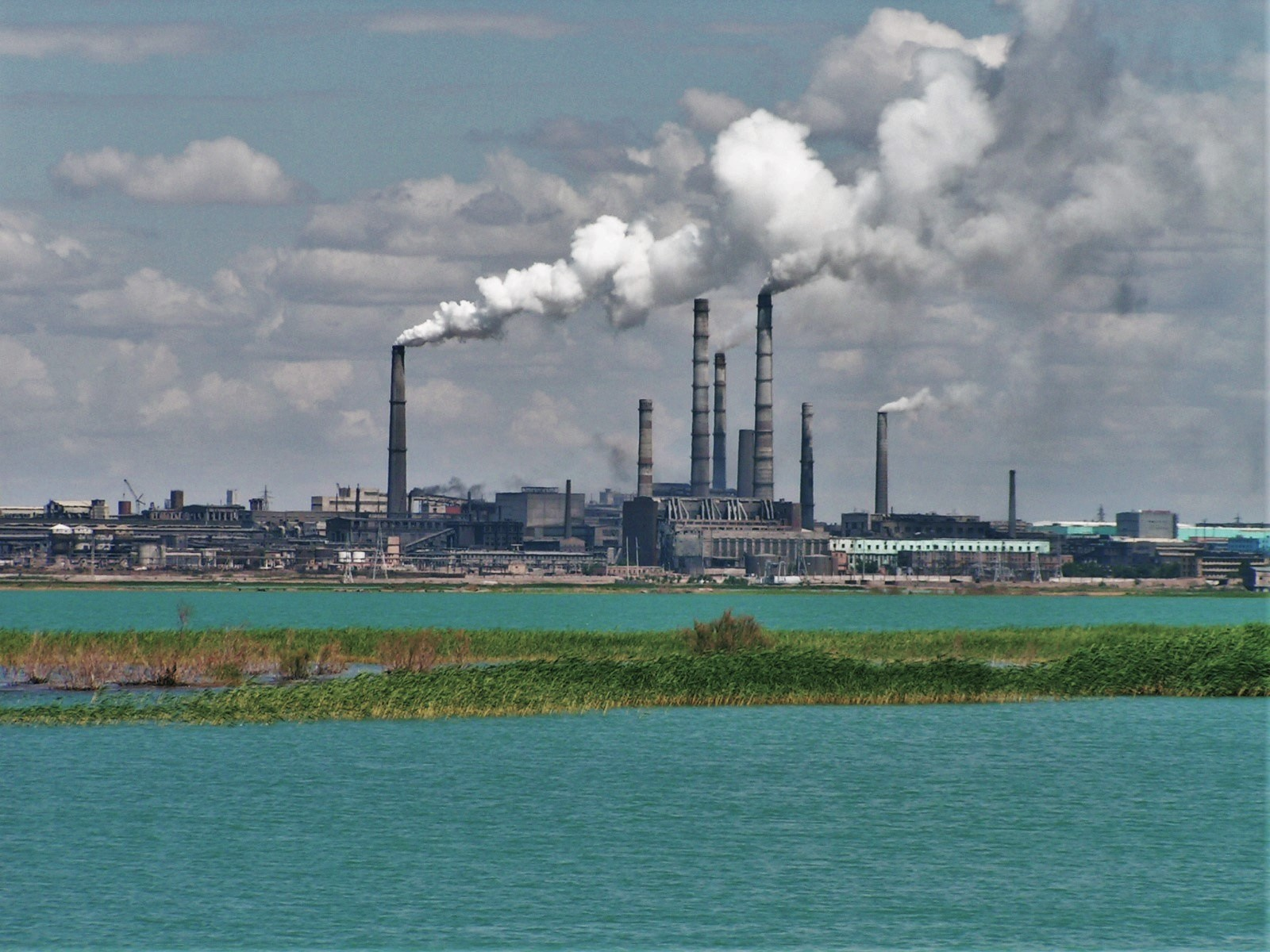
Balchaschzwetmet ist ein Hüttenwerk in Balchasch und gehört zu KAZ Minerals

Die Industrieproduktion ist in den letzten Jahren angestiegen und konnte im Jahr 2013 einen Anstieg von 2,5 Prozent auf $ 117,2 Mrd. verzeichnen. Die Hauptsektoren der kasachischen Industrieproduktion sind die Förderung von Bodenschätzen, die verarbeitende Industrie sowie die Produktion und Verteilung von Strom und Gas, wobei die Förderung der Bodenschätze mit einem Wert von knapp $ 70 Mrd. klar dominiert. Die Verarbeitende Industrie kam auf einen Wert von $ 38,5 Mrd., wobei hier die Metallurgie ($ 11,5 Mrd.), die Nahrungsmittelproduktion ($ 6,4 Mrd.), der Maschinenbau ($ 5,6 Mrd.) und die Produktion von Koks und Erdölprodukten ($ 5,2 Mrd.) die bedeutendsten Bereiche sind. Die Produktion und Verteilung von Strom und Gas erwirtschaftete einen Wert von rund $ 6,1 Mrd.
Die Chemische Industrie zählt zu den wichtigsten Industriezweigen des Landes und ist einer der größten Lieferanten für Rohmaterialien, Halbzeuge und Materialien für andere Wirtschaftszweige. Die Standorte der chemischen Industrie sind eng verbunden mit den Vorkommen der nötigen Rohstoffe und basiert auf den reichen Phosphoritvorkommen, der Entwicklung der Öl- und Gasindustrie, der Wiederaufbereitung von schwefelhaltigen Gasen der Metallurgie und großen Vorkommen verschiedener Salze.
Zu den wichtigsten Bereichen des Maschinenbaus gehören die Herstellung von Werkzeugmaschinen, Landmaschinen (Traktoren und Erntemaschinen), Transportmaschinen (Lokomotiven und Waggons), Equipment für die Informations- und Kommunikationstechnologie, Schwermaschinen und industrielle Ausstattung. Priorität kommt dem Maschinenbau für Anlagen der Erdöl- und Erdgasförderung zu.
Von Bedeutung ist auch die Stahlindustrie Kasachstans, die in der Sowjetunion hier angesiedelt wurde. Die Produktion von Rohstahl ist seit einigen Jahren rückläufig und betrug im Jahr 2013 nur noch 3,275 Mio. Tonnen. Der Stahlkonzern ArcelorMittal betreibt in den Städten Aqtau und Temirtau zwei Werke, von denen das Werk Temirtau das größte Stahlwerk Zentralasiens ist. Daneben existieren Stahlwerke in Pawlodar (KSP Steel) und in seit 2013 auch in Qostanai (Evraz-Gruppe).

### Tertiärer Sektor

#### Finanzwesen

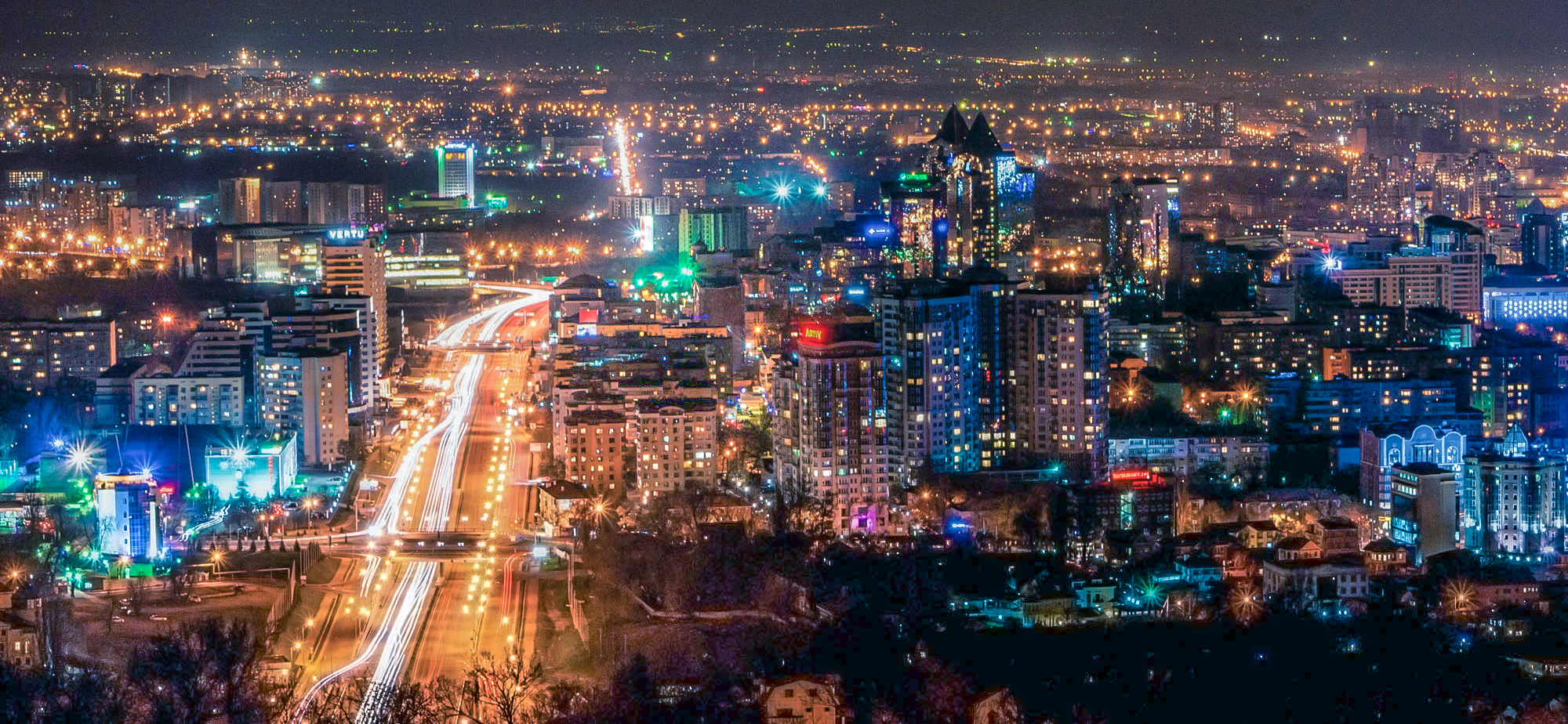
Almaty ist das Finanzzentrum des Landes

Das Bankensystem Kasachstans ist innerhalb Zentralasiens das am höchsten entwickelte. An der Spitze des Systems steht die Kasachische Nationalbank, die die staatliche Geld- und Kreditpolitik umsetzt, die Währung reguliert und kontrolliert sowie die Aufsicht über die Kreditinstitute hat. Auf der Ebene der Geschäftsbanken dominieren die größten Bankhäuser den Markt, angeführt von der Kazkommertsbank mit einem Marktanteil von 24 Prozent. Weitere Institute von landesweiter Bedeutung sind die Eurasian Bank, die Halyk Bank und die Temirbank sowie die Alliance Bank, die ATFBank, Bank CenterCredit und die Nurbank.
Die Finanzkrise 2008 stürzte das Bankensystem Kasachstans in eine schwere Krise, deren Auswirkungen bis heute andauern. Der kasachische Staat musste aus dem größten der kasachischen Staatsfonds, dem Samruk-Kazyna (Die anderen beiden sind der Kazakhstan National Fund und die JSC National Investment Corporation of the National Bank of Kazakhstan) rund zehn Milliarden US-Dollar zur Rettung und Verstaatlichung der Alliance Bank, der BTA Bank und der Temirbank verwenden. Die Gründe für diesen Zusammenbruch sind vielfältig, einer davon ist, dass sich die kasachischen Banken große Summen an Geld im Ausland liehen, um ihre Kredite zu begleichen. Die Banken nahmen auf den Kapitalmärkten in Europa billige und kurzlebige Schulden auf, um damit auf dem heimischen Markt Kredite mit einem höheren Zinsniveau auszugeben. So hatten die kasachischen Banken im September 2008 ausländische Kreditschulden in Höhe von zwölf Milliarden US-Dollar angehäuft.

#### Kapitalmarkt
Das Land führt Wertpapierbörsen und Handelsplätze, in Form der Kasachischen Börse und der Astana International Exchange. Der Leitindex der KASE ist der KASE Index.

## Kasachische Unternehmen
Die Tabelle zeigt die zehn größten kasachischen Unternehmen geordnet nach dem Umsatz des Geschäftsjahrs 2023.
| Rang | Name                                  | Hauptsitz | Umsatz (Mrd. ₸) | Branche      |
| ---- | ------------------------------------- | --------- | --------------- | ------------ |
| 1    | Samruk-Kazyna                         | Astana    | 15.495          | Mischkonzern |
| 2    | Tengizchevroil                        | Atyrau    | 8877            | Öl und Gas   |
| 3    | North Caspian Operating Company       | Atyrau    | 4948            | Öl und Gas   |
| 4    | Halyk Bank                            | Almaty    | 2109            | Bank         |
| 5    | kaspi.kz                              | Almaty    | 1953            | Finanzen     |
| 6    | Karachaganak Petroleum Operating B.V. | Ak-Sai    | 1784            | Öl und Gas   |
| 7    | Kazzinc                               | Öskemen   | 1668            | Rohstoffe    |
| 8    | Kazakhmys                             | Karanga   | 1331            | Rohstoffe    |
| 9    | Bajterek                              | Astana    | 1185            | Mischkonzern |
| 10   | Kazchrome                             | Aqtöbe    | 1068            | Rohstoffe    |

## Währung

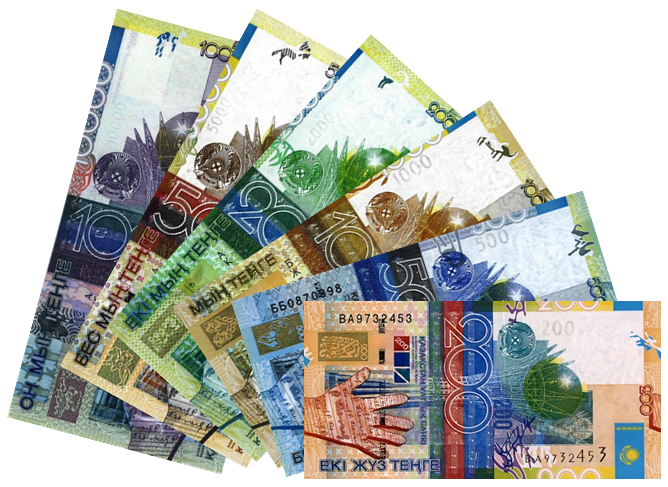
Banknoten der kasachischen Währung Tenge (₸)

Die Inflationsrate ist seit Jahren rückläufig und betrug im Jahr 2013 rund 4,8 Prozent. Lag die Inflationsrate in den Jahren nach der Unabhängigkeit von der Sowjetunion deutlich über zehn Prozent, gelang es mit dem wirtschaftlichen Aufschwung der 2000er Jahre auch die Inflation zu reduzieren und sie bei rund sieben Prozent zu stabilisieren. Nach einem sprunghaften Anstieg während der Finanzkrise 2007 auf beinahe 20 Prozent, sank die Inflation wieder und stand 2013 erstmals seit langem unter der Fünf-Prozent-Marke.
| Jahr                                     | 2007 | 2008 | 2009 | 2010 | 2011 | 2012 | 2013 |
| Inflationsrate [%]                       | 18,8 | 9,5  | 6,2  | 7,8  | 7,4  | 6,0  | 4,8  |
| Daten: Kasachstan in Zahlen, S. 14 (PDF) |      |      |      |      |      |      |      |

Nach der Unabhängigkeit Kasachstans von der Sowjetunion wurde am 15. November 1993 der Kasachische Tenge als neue Nationalwährung eingeführt. Im September 2013 entschied sich die Kasachische Nationalbank, den Wechselkurs des Tenge an den Euro, den US-Dollar und den Russischen Rubel binden zu wollen. Wegen des zunehmenden Preisverfalls des russischen Rubels sah sich die Nationalbank im Februar 2014 gezwungen, den Tenge um 19 Prozent gegenüber dem US-Dollar abzuwerten. Während der Wechselkurs gegenüber dem Euro 2013 weitgehend stabil war, stieg er seit Anfang 2014 stetig an und erreichte im Februar 2016 mit einem Wechselkurs von 398,45 Tenge den höchsten stand aller Zeiten.
| Jahr                                                             | 2007   | 2008   | 2009   | 2010   | 2011   | 2012   | 2013   | 2014   | 2015   | 2016   |
| Wechselkurs [1 EUR]                                              | 167,75 | 177,04 | 205,67 | 195,67 | 204,11 | 191,67 | 202,09 | 238,10 | 245,80 | 378,63 |
| Daten: Official Foreign Exchange Rates on average for the period |        |        |        |        |        |        |        |        |        |        |

## Außenhandel

### Export

Produktanteile an den Exporten Kasachstans 2019

Im Jahr 2013 betrug der Außenhandelsumsatz 131,4 Milliarden US-Dollar, wobei der Export deutlich stärker ist als der Import. Wegen der hohen Preisentwicklung der Hauptexportprodukte Öl, Gas und Metalle konnte der kasachische Export in den vergangenen Jahren stark zulegen, was sich 2013 aber nicht fortsetzen konnte. Die Ausfuhren sanken erneut um 4,5 Prozent, wohingegen die Einfuhren um 5,3 Prozent weiter zunahmen.
Aufgrund des hohen Rohstoffreichtums des Landes dominieren Rohstoffe auch deutlich in der Exportstatistik. Bei einem gesamten Exportvolumen von 82,5 Milliarden US-Dollar hatten mineralische Produkte, einschließlich Erdöl und Erdgas, einen Wert von $ 65,8 Mrd., gefolgt von Metallen und metallischen Erzeugnissen mit einem Wert von $ 7,7 Mrd. Weitere Ausfuhren im Wert von $ 3,4 Mrd. waren Erzeugnisse der chemischen Industrie sowie Nahrungsmittel und landwirtschaftliche Erzeugnisse ($ 2,7 Mrd.). Die wichtigsten Exportdestinationen sind Italien ($ 16,5 Mrd.), die Volksrepublik China ($ 14,4 Mrd.), Niederlande ($ 9,9 Mrd.), Russland ($ 5,9 Mrd.) und Frankreich ($ 5,5 Mrd.). Nach Angaben der Agentur für Statistik Kasachstans betrugen die Ausfuhren nach Deutschland 0,428 Mrd. US-Dollar, wohingegen das Statistische Bundesamt die deutsche Einfuhr aus Kasachstan 2013 mit 4,3 Mrd. Euro beziffert.
| Rang | Staat               | 2011 [Mrd. $] | 2012 [Mrd. $] | 2013 [Mrd. $] |
| ---- | ------------------- | ------------- | ------------- | ------------- |
|      | Insgesamt           | 88,3          | 86,4          | 84,7          |
| 1    | Italien             | 15,0          | 15,4          | 16,5          |
| 2    | Volksrepublik China | 16,3          | 14,2          | 14,4          |
| 3    | Niederlande         | 6,6           | 7,3           | 9,9           |
| 4    | Russland            | 7,7           | 6,1           | 5,9           |
| 5    | Frankreich          | 5,4           | 5,6           | 5,5           |
| 6    | Schweiz             | 5,0           | 4,9           | 4,3           |
| 7    | Österreich          | 3,9           | 5,0           | 3,6           |
| 8    | Kanada              | 2,6           | 3,1           | 2,7           |
| 9    | Türkei              | 2,6           | 2,7           | 2,6           |
| 10   | Rumänien            | 2,3           | 3,0           | 2,4           |

### Import
Mit einem Wert von 48,9 Mrd. US-Dollar waren die Einfuhren aus dem Ausland nach Kasachstan deutlich geringer als die Ausfuhren. Bei den importierten Gütern stehen Maschinen und Anlagen mit einem Wert von $ 18,9 Mrd. an erster Stelle, Erzeugnisse der chemischen Industrie im Wert von $ 6,4 Mrd. stellen einen weiteren wichtigen Faktor dar. Andere Importgüter sind mineralische Produkte (einschließlich Öl und Gas) im Wert von $ 6,1 Mrd. sowie Nahrungsmittel und landwirtschaftliche Erzeugnisse ($ 4,6 Mrd.). Bei den Hauptlieferländern dominiert mit großem Abstand Russland, das 2013 Waren im Wert von $ 18,0 Mrd. lieferte und somit beinahe 40 Prozent aller Importgüter lieferte. Weitere wichtige Importpartner sind die Volksrepublik China ($ 8,4 Mrd.), Deutschland ($ 2,5 Mrd.), die Ukraine ($ 2,3 Mrd.) und die Vereinigten Staaten ($ 2,1 Mrd.).
| Rang | Staat               | 2011 [Mrd. $] | 2012 [Mrd. $] | 2013 [Mrd. $] |
| ---- | ------------------- | ------------- | ------------- | ------------- |
|      | Insgesamt           | 37,9          | 46,4          | 48,8          |
| 1    | Russland            | 16,2          | 17,0          | 18,0          |
| 2    | Volksrepublik China | 5,0           | 7,4           | 8,4           |
| 3    | Deutschland         | 2,1           | 3,8           | 2,5           |
| 4    | Ukraine             | 1,7           | 2,9           | 2,3           |
| 5    | Vereinigte Staaten  | 1,7           | 2,1           | 2,1           |
| 6    | Südkorea            | 0,6           | 1,0           | 1,3           |
| 7    | Japan               | 0,6           | 0,9           | 1,1           |
| 8    | Italien             | 1,1           | 1,0           | 1,0           |
| 9    | Frankreich          | 0,7           | 0,7           | 1,0           |
| 10   | Usbekistan          | 0,8           | 0,8           | 1,0           |